# ジャスパー・ジョーンズ

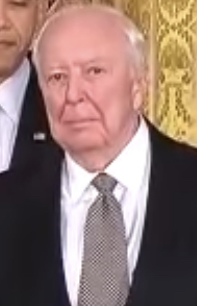
2011年

ジャスパー・ジョーンズ（Jasper Johns, 1930年5月15日 - ）は、20世紀のアメリカの画家。
ロバート・ラウシェンバーグとともにアメリカにおけるネオダダやポップアートの先駆者として重要な役割を果たした代表的な作家。ダーツの標的、アメリカ50州の地図、数字や文字などを「描いた」作品がよく知られる。

## 生涯
ジョーンズは1930年、ジョージア州オーガスタに生まれた。少年期をサウスカロライナで過ごした後、1949年、ニューヨークに出る。徴兵されて陸軍に入り、1952年に除隊。1954年頃から、国旗、数字、標的などを題材にした絵画を発表し始める。ほぼ同世代の美術家ラウシェンバーグとは、同じビルに入居していた親友だと見られていたが、晩年のインタビューではゲイカップルであったことを示唆している。
ラウシェンバーグの作品がしばしば二次元の枠をはみ出ているのに対し、ジョーンズは標的や地図のようなもともと二次元的な事物を平面に描くことにこだわった。三次元の事物を二次元の平面に再現する「イリュージョン」としての絵画はここでは否定され、絵画自体が「もの」であることが強調され、平面的な「オブジェ」と化しているのである。手法として古代の絵画技法であるエンカウスティーク（エンコスティック）というユニークな技法が用いられその作品に独特のメチエを与えている。
また、ジョーンズはビールの缶をブロンズで本物そっくりに鋳造し彩色した「彫刻」も手掛けている。

## 代表作
- Target with Four Faces（4つの顔のある標的）（ニューヨーク近代美術館）
- Map（ニューヨーク近代美術館）
- Flag（ニューヨーク近代美術館）
- False Start（ニューヨーク近代美術館）
- Painted Bronze（ニューヨーク近代美術館）
- Three Flags（ホイットニー美術館）
- White Flag（メトロポリタン美術館）